# Bladtjärnen (Hanebo socken, Hälsingland)
Bladtjärnen är en sjö i Bollnäs kommun i Hälsingland och ingår i Testeboåns huvudavrinningsområde.